# (5751) Дзао
(5751) Дзао (лат. 5751 Zao) — околоземный астероид из группы Амура (II), который был открыт 5 января 1992 года японским астрономом Масахиро Коисикавой в Сендайской обсерватории и назван в честь вулкана Дзао.

Орбита астероида Дзао и его положение в Солнечной системе
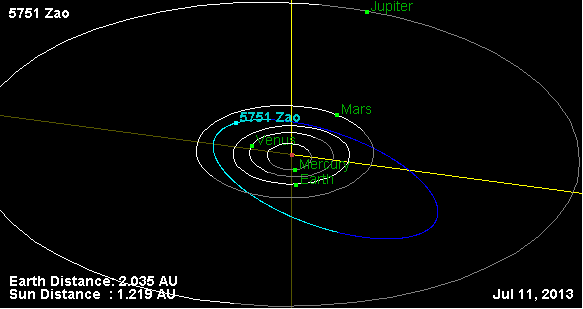
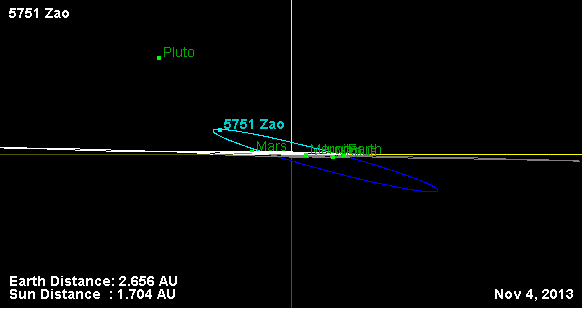
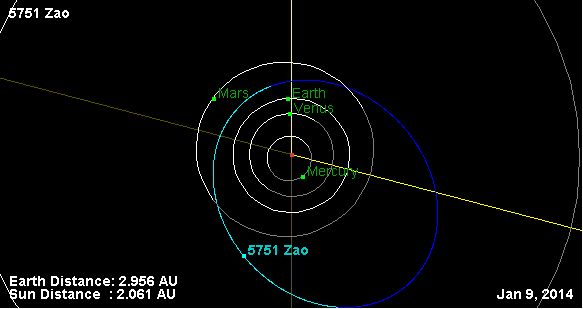

## История исследования
Долгое время не удавалось определить период вращения этого астероида. Первым это сделал чешский астроном Петр Правец, который по кривым блеска астероида определил, что его период вращения составляет не менее 21,7 часа. А малые изменения блеска по мере вращения свидетельствовали о сферической форме этого тела. В следующий раз астероид наблюдался в 2001 году при помощи обсерватории Кека. На основании этих наблюдений было определено альбедо астероида и его принадлежность к спектральному классу E. На основании альбедо и тепловой модели диаметр астероида оценили в 2,3 км
. Дальнейшие наблюдения в обсерватории Ондржеёв показали, что период вращения астероида намного больше заявленного ранее и составляет около 76 часов
.